# Datorterminal
En datorterminal är en elektronisk eller elektromekanisk hårdvaruenhetet, som en användare kan använda för inmatning och presentation av data till respektive från en dator eller ett databehandlingssystem. En datorterminal består av inenheter, vanligen ett tangentbord, och utenheter, vanligen en bildskärm. Vanligtvis ansluts datorterminalen med en serieport, eventuellt via ett modem.

## Historik

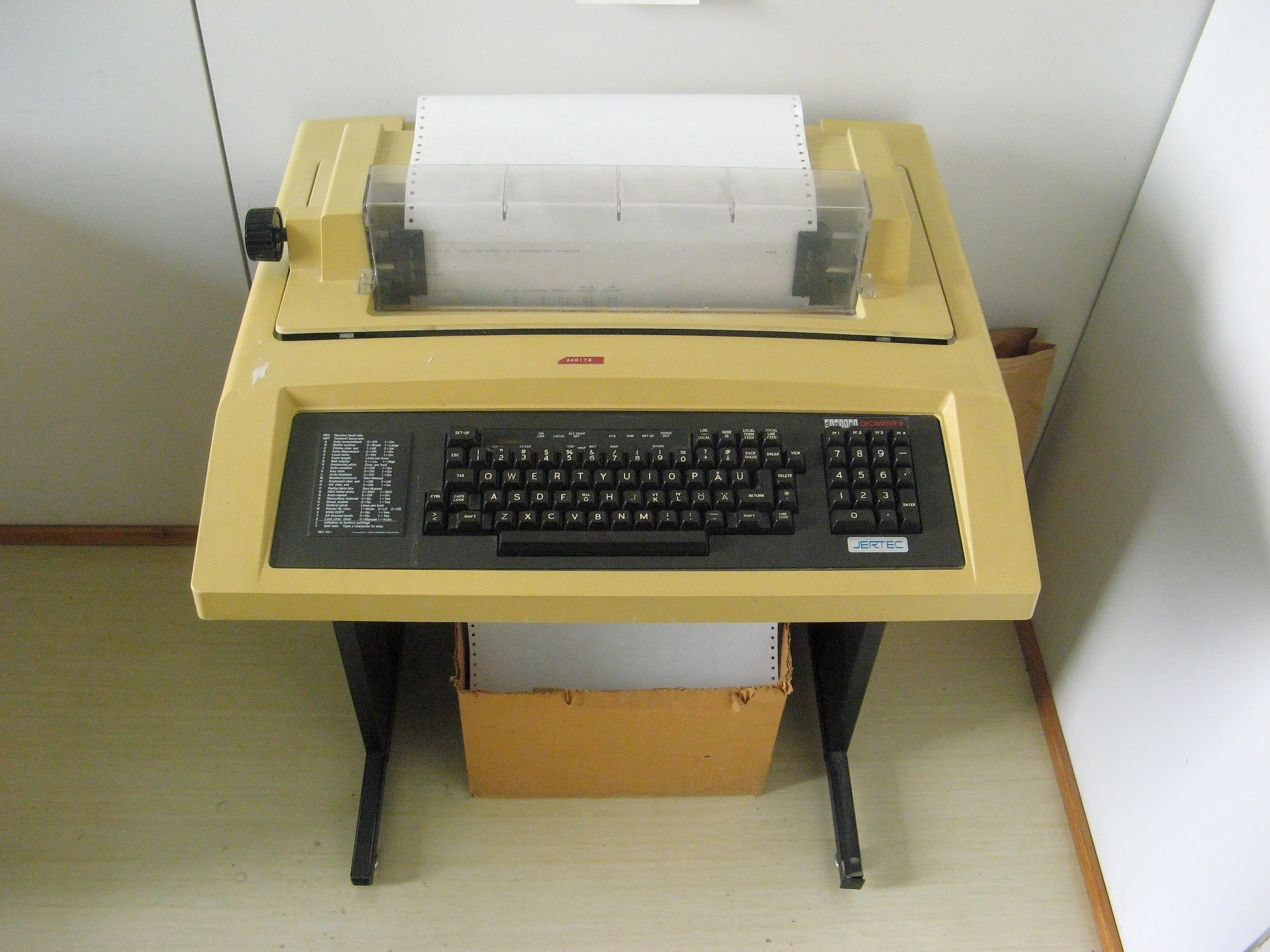
Decwriter, en terminal med pappersutskrift

Tidiga datoransluta terminaler var vanligtvis elektromekaniska teleprintrar (TTY:er), som till exempel ASR 33 Teletype. Dessa var dock för långsamma för många användningsområden. Tidigt på 1970-talet insåg många tillverkare i datorindustrin att en videoterminal med överkomligt pris kunde ersätta de då vanliga hålkortsstansarna och tillåta en mer interaktiv användarupplevelse. Problemet var att den mängd minne som krävdes för att lagra en sida text var ungefär lika stor som minnet i dåtidens minidatorer. En annan utmaning var svårigheten att presentera textinformation i video-hastigheter, och att den nödvändiga kontrollogiken krävde stora mängder integrerade kretsar.

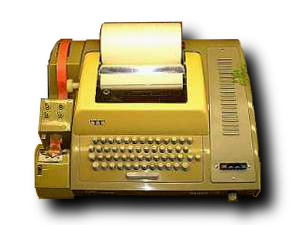
Teletype Model 33 ASR fjärrskriftsmaskin, med hålremsläsare och hålslagare, användbar som datorterminal

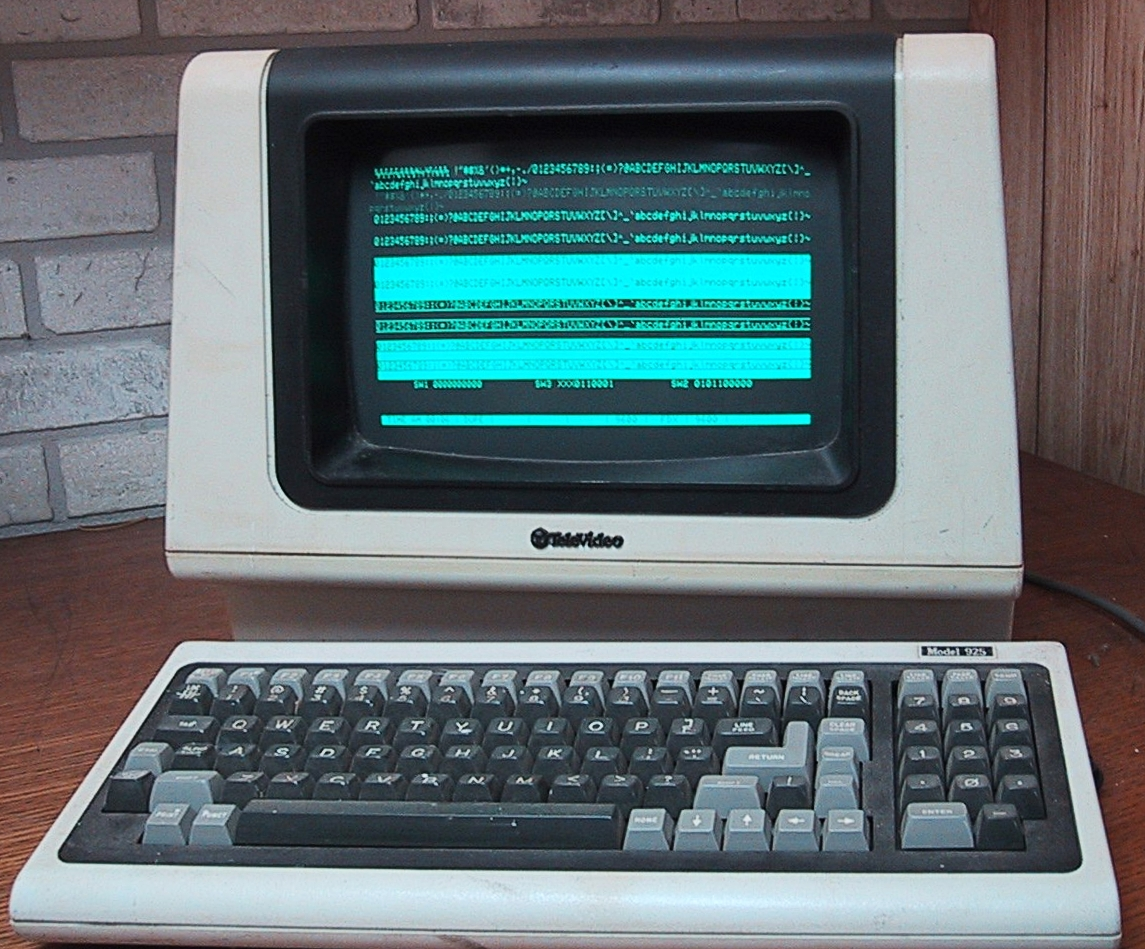
En Televideo ASCII textvideoterminal tillverkad omkring 1982

Tidiga videoterminaler kallades ibland "glas-TTY:er" och tillverkades med individuella logikgrindar, utan någon CPU. En av de drivande anledningarna till mikroprocessorns utveckling var att förenkla och reducera mängden elektronik som krävdes för en datorterminal. De flesta terminaler var anslutna till stordatorer och hade ofta en grön eller gul textfärg. Vanligtvis kommunicerade terminaler med datorer genom en seriell anslutning, ofta med RS-232-gränssnittet. IBM-system kommunicerade genom koaxialkabel med IBM:s SNA-protokoll.
Senare infördes så kallade "intelligenta terminaler", till exempel VT52- och VT100-terminalerna som tillverkades av DEC. Båda dessa är fortfarande ofta emulerade i programvara. De kallades "intelligenta" eftersom de hade förmågan att tolka escape-sekvenser för att positionera markören och på andra sätt kontrollera skärmbilden. Några vanliga terminaltyper var IBM 3270, diverse Wyse-modeller och Tektronix 4014, men i slutet av 1970-talet fanns det dussintals terminaltillverkare, de flesta med icke-kompatibla kommandosekvenser. De största tillverkarna var DEC, Wyse, Televideo, IBM, Lear-Siegler och Heath.
Tidiga IBM PC-modeller hade monokroma bildskärmar, men de var inte terminaler. PC:ns bildskärm innehöll ingen teckengenerator; alla videosignaler och all videoformatering gjordes av grafikkortet i själva PC:n. Med lämplig programvara, en terminalemulator, kunde dock PC-datorer användas som terminaler. Så småningom gjorde den ökande mängden av billiga PC-datorer terminaler överflödiga. Idag emulerar de flesta telnet-klienter den en gång vanligaste terminalen – VT-100.

## Grafikterminaler

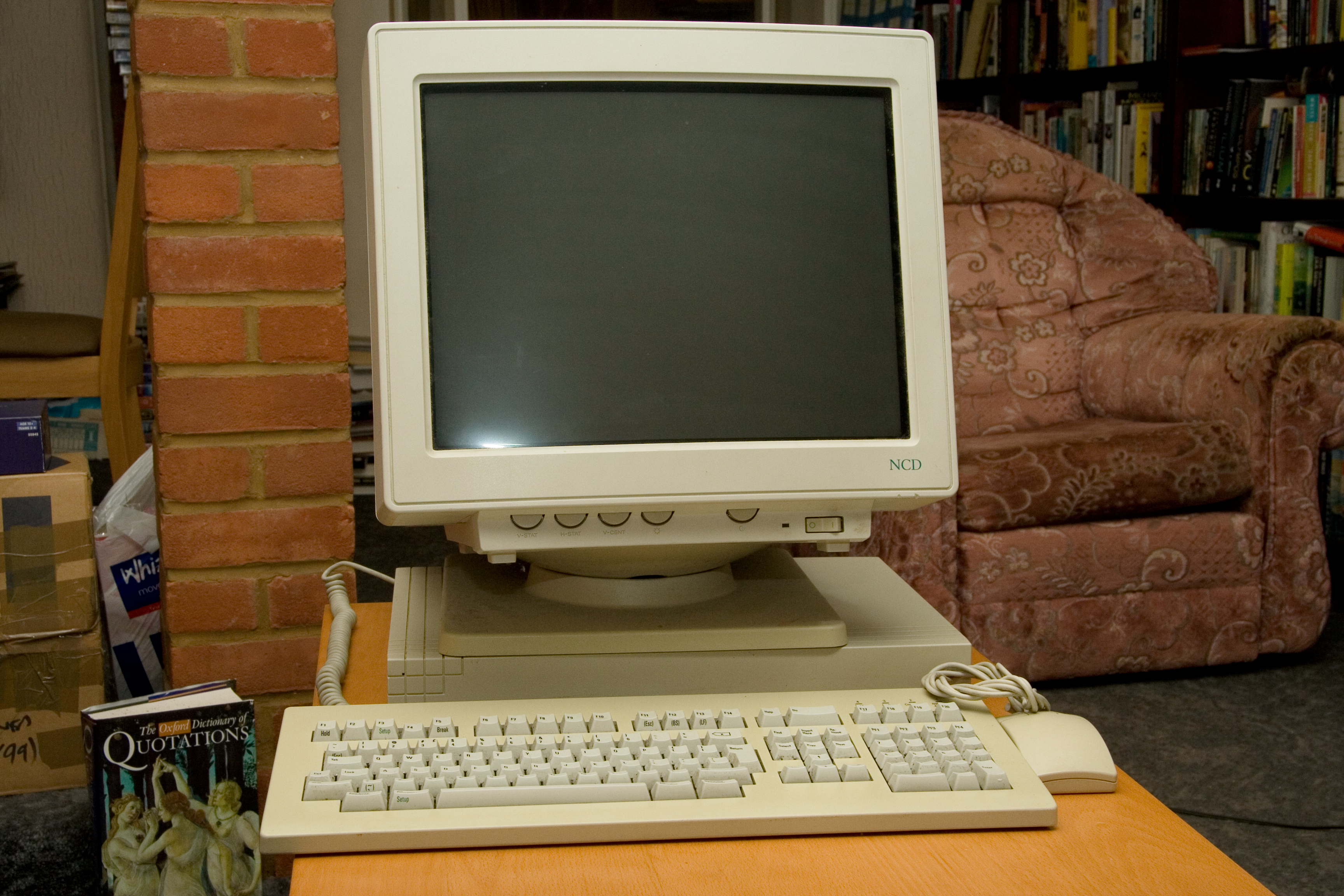
En X-terminal av modell NCD-88k, observera den tunna lådan

Några terminaler kan presentera inte bara text utan även vektorgrafik eller rastergrafik. Den anslutna datorn skickar ritkommandon till terminalen, och terminalen skickar användarens indata (från ett tangentbord eller ett pekdon) till datorn.
Grafikterminalerna blev allt mer avancerade, men deras roll togs på 1980-talet i stor utsträckning över av arbetsstationer med en skärm som klarade avancerad grafik. Dessa kunde användas självständigt, som grafikterminaler eller både och (jfr X Window System).
Idag är grafiska användargränssnitt så vanliga att den överväldigande majoriteten av terminalinteraktioner görs med terminalemulatorer som körs i grafiska miljöer. Endast få av emulatorerna (t.ex. xterm) klarar dock att själva rita grafik från servern på den lokala skärmen.
X-terminaler är grafiska terminaler som stöder X-protokollet direkt. Dessa kan ta emot X-klienter som körs på ett serversystem.